# Hans Hellwag
Hans Hellwag (* 7. November 1871 in Wien; † April 1918 in München) war ein deutscher Maler und Illustrator.

## Leben
Hans Hellwag war ein Sohn des Eisenbahningenieurs Wilhelm Hellwag. Der Landschaftsmaler Rudolf Hellwag war sein Bruder. Hellwag war lange Jahre für die Fliegenden Blätter, die Meggendorfer-Blätter sowie für die Zeitschrift Jugend als Illustrator in München tätig.